# Картофена салата
Картофена салата е вид ястие, приготвено от варени картофи. В различните страни по света съществуват различни варианти на добавките. Сервират се и с при различни температури - някои горещи, а други изстудени. Картофената салата може да се сервира като гарнитура към печено пиле или друг вид месо, например шунка.
В България салатата се приготвя от варени картофи, които се нарязват на кубчета и се прибавя сол, черен пипер, нарязан стар лук (обикновено червен лук) на ивици, оцет и олио. При желание може да се добави кисело мляко, магданоз, зелен лук или майонеза.